# Mundo (teologia)
Mundo é um conceito-chave na Teologia. 

## Opiniões cristãs sobre o Mundo
No Cristianismo, o conceito é o da queda e corrupção da sociedade humana. O mundo é freqüentemente citado junto com a carne e o Diabo como fontes de tentação das quais os cristãos deveriam fugir. Os cristãos falam que se esforçam para estar "presentes no mundo, mas não ser deste mundo. 
Embora palavras em hebraico e grego que significa "mundial" são usados nas Escrituras com uma diversidade de sentidos, muitos exemplos de seu uso particular neste sentido podem ser encontrados no ensinamento de Jesus, de acordo com o Evangelho de João, por exemplo: João 7:7, João 8:23, João 12:25, João 14:17, João 15:18-19, João 17:6-25, João 18:36.